# Günther Schlosser
Günther Schlosser (* 31. August 1928 in Gunzen; † 1994 (?)) war ein deutscher Pädagoge und Hochschullehrer.

## Leben und Wirken
Nach dem Schulabschluss studierte er Pädagogik und promovierte zum Dr. päd. Danach ging er in den Schuldienst und stieg bis zum Oberstudienrat auf. Als solcher wurde er 1963 mit der Wahrnehmung eines Dozentur an der Universität Jena beauftragt. 1968 habilitierte er sich an der Philosophischen Fakultät der Friedrich-Schiller-Universität Jena und war dort bis 1992 als Professor tätig. Er forschte und publizierte insbesondere zur Weiterentwicklung des Mathematikunterrichtes in der DDR.

## Schriften (Auswahl)
- Potenzrechnung für Potenzen mit ganzzahligen Exponenten. 1956.
- Über den Funktionsbegriff im Mathematikunterricht der zehnklassigen allgemeinbildenden polytechnischen Oberschule. Jena 1964.
- Über eine quantitativen Parameter für den Schwierigkeitsgrad des mathematischen Lehrstoffs und die sich daraus ergebenden pädagogisch-methodischen Folgerungen. Jena 1968.
- Komplexaufgaben, zum Begriff und zur Bedeutung für die Weiterentwicklung des Mathematikunterrichts. Jena 1986.
- Komplexe Übungen und Komplexaufgaben in der Mathematik [Wissenschaftliches Kolloquium "Probleme der gestaltung komplexer Übungen und der Behandlung von Komplexaufgaben im Mathematikunterricht", Jena am 17. und 18.5. 1989] Friedrich-Schiller-Universität Jena, Jena 1990.